# Franziskaner-Brauerei

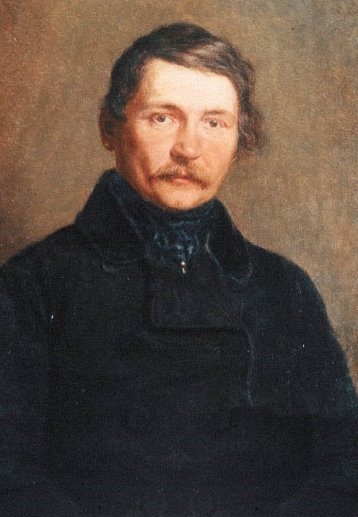
Joseph Sedlmayr wurde 1861 alleiniger Besitzer der Franziskaner-Brauerei

Franziskaner war eine 1363 gegründete traditionsreiche Brauerei in München. Sie gehört heute als Spaten-Franziskaner-Bräu GmbH zur Spaten-Löwenbräu-Gruppe, die wiederum zur belgischen Anheuser-Busch-InBev-Gruppe gehört. Franziskaner existiert nur noch als eingetragene Marke und wird bei Löwenbräu in München gebraut.

## Geschichte
1363 wurde erstmals die vom Brauberechtigten Seidel Vaterstetter gegründete „Bräustatt bey den Franziskanern“, die älteste bürgerliche Brauerei Münchens in der Nähe der Residenz, erwähnt. Der Name ist auf das Franziskanerkloster zurückzuführen, das schräg gegenüber lag und dessen Name die Brauerei übernahm.

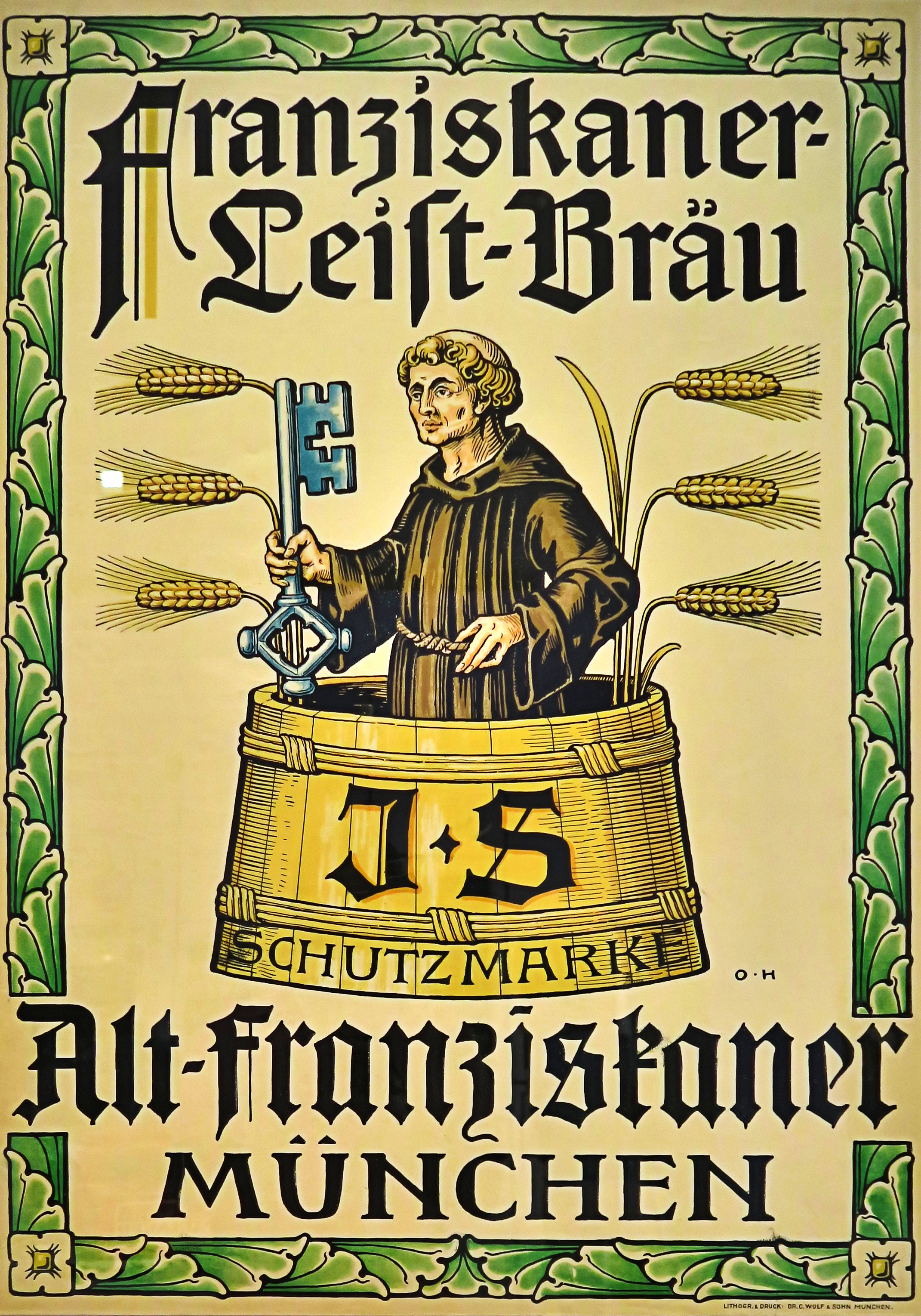
Plakat von Otto Hupp um 1900

Franziskaner-Leist-Brauerei München mit Franziskanerkeller

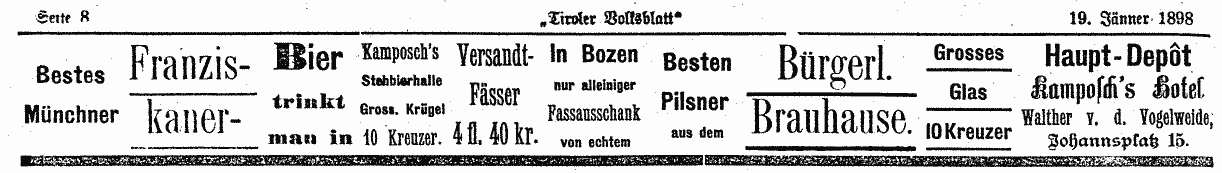
Werbung für Franziskaner-Bier in Bozens Tiroler Volksblatt, 1898

Die Franziskaner-Brauerei wurde 1841 auf den Lilienberg in der östlichen Vorstadt Au verlegt. Joseph Sedlmayr, Besitzer der vermutlich im 15. Jahrhundert gegründeten Leist-Brauerei und Sohn des Spatenbräus Gabriel Sedlmayr d. Ä., beteiligte sich 1858 an der Franziskaner-Brauerei, 1861 wurde er alleiniger Besitzer. 1865 wurde der Braubetrieb der Leist-Brauerei in der Sendlinger Straße eingestellt und nur noch in der Franziskaner-Brauerei in Au durchgeführt. 1872 wurde im Schottenhamelzelt auf dem Oktoberfest erstmals das von der Franziskaner-Leist-Brauerei erzeugte bernsteinfarbene Oktoberfestbier, das sogenannte Ur-Märzen ausgeschenkt. Es war ein nach Wiener Art gebrautes Bier, das stärker als das Sommerbier eingesotten wurde.
1909 wurde Franziskaner unter Gabriel von Sedlmayr III – dem Sohn von Joseph Sedlmayr – in eine Familienaktiengesellschaft umgewandelt. Erstmals wurde ein Ordensbruder als Wahrzeichen verwendet. 1922 kamen dann die 1861 getrennten Linien der Sedlmayr-Familie, die Franziskaner-Leist-Brauerei und die ebenfalls im Besitz der Sedlmayr-Familie befindliche Spaten Brauerei wieder zusammen. Die gemeinsame Aktiengesellschaft hieß dann: Gabriel und Joseph Sedlmayr Spaten-Franziskaner-Leistbräu AG. Ziel war, die wirtschaftlichen Probleme in der krisengeschüttelten Zeit der 1920er Jahre zu verringern und gemeinsam Synergien zu nutzen. Der Münchner Künstler Ludwig Hohlwein gestaltete 1934/1935 das bis heute gültige Markenbild, es ist das Bildnis eines Cellerars der Franziskaner.
1964 braute die Spaten-Franziskaner-Brauerei erstmals Weißbier, das als „Spaten Champagner Weissbier“ in den Handel kam. 1968 wurde das kristallklare Weißbier in „Club-Weiße“ umbenannt. Die Spaten-Franziskaner-Brauerei brachte 1974 ihr Weißbier unter der Bezeichnung „Franziskaner Hefe-Weissbier“ auf den Markt. 1984 begann bei Franziskaner die erfolgreiche Belieferung auch über Bayern hinaus.
2003 verkaufte Franziskaner eine Million Hektoliter pro Braujahr. Trotz des allgemein rückläufigen deutschen Biermarktes konnte Franziskaner seine Position als deutsche Nr. 3 auf dem Weißbiermarkt festigen. Seit dem 1. Oktober 2004 gehört die Spaten-Löwenbräu-Gruppe zur InBev-Gruppe. 2005 fand unter dem neuen Motto „Kenner schätzen Franziskaner Weissbier“ eine Neupositionierung statt. Gleichzeitig wurde unter dem Motto „Zeit für das Besondere.“ die Position der Marke Franziskaner Weissbier weiter entwickelt. Im Mittelpunkt der Werbekampagne in Printmedien sowie im Fernsehen stand der Franziskaner als Markensymbol und Verkörperung der bayerischen Brautradition.
2006 wurde das historische Spaten-Sudhaus, in dem auch Franziskaner gebraut wurde, an der Marsstraße wegen zu geringer Auslastung stillgelegt, heute beherbergt es ein Besuchermuseum. Die Produktion aller Franziskanerbiere wird durch Löwenbräu im verbliebenen Sudhaus an der Nymphenburger Straße fortgeführt.
Seit Sommer 2022 werden Franziskaner Weissbier und das Bier der Schwestermarke Spatenbräu auf Basis einer vom Rechteinhaber eingeräumten Lizenz auch in Russland gebraut, während im Zuge des Russisch-Ukrainischen Krieges fast alle übrigen westeuropäischen Biermarken auf freiwilliger Basis den Verkauf in Russland eingestellt haben.

## Produkte
Das bekannteste Bier von Franziskaner ist das Weißbier, das seit Mitte der 1970er Jahre verstärkt vermarktet wird und seitdem Zuwächse erfährt. Das Weißbier ist ein obergäriges Bier; schon im späten Mittelalter waren es die bayerischen Fürsten, die in ihren höfischen Braustätten diese Spezialität weiterentwickelten und kultivierten. Lange Zeit war das Weißbier ihr Privileg, das streng gehütet wurde. Die Rohstoffe dazu sind Weizenmalz, Gerstenmalz, Hopfen, obergärige Hefe und Brauwasser.
Biere von Franziskaner sind:
- Hefe-Weissbier Hell (Alkoholgehalt 5,0 % vol., Stammwürzegehalt 11,8 %, Nährwert 190 kJ/100 ml bzw. 46 kcal/100 ml);
- Hefe-Weissbier Dunkel (Alkoholgehalt 5,0 % vol., Stammwürzegehalt 11,8 %, Nährwert 190 kJ/100 ml bzw. 46 kcal/100 ml);
- Weissbier Kristallklar (Alkoholgehalt 5,0 % vol., Stammwürzegehalt 11,8 %, Nährwert 190 kJ/100 ml bzw. 46 kcal/100 ml);
- Hefe-Weissbier Leicht (Alkoholgehalt 2,9 % vol., Stammwürzegehalt 7,5 %, Nährwert 104 kJ/100 ml bzw. 25 kcal/100 ml);
- Hefe-Weissbier Alkoholfrei (Alkoholgehalt 0,5 % vol., Stammwürzegehalt 6,2 %, Nährwert 99 kJ/100 ml bzw. 23 kcal/100 ml);
- Hefe-Weissbier Royal (Alkoholgehalt 6,0 % vol., Jahrgangsweissbier, nur saisonal verfügbar);
- Kellerbier (Alkoholgehalt 5,2 % vol., Nährwert 178 kJ/100 ml bzw. 43 kcal/100 ml)

## Marke „Leistbräu“ heute
Die Markenbezeichnung „Leistbräu“ ist weiterhin geschützt. Die Rechte an der Marke liegen seit 2025 bei Christoph und Kerstin Leist.